# Église Saint-Vincent de Solignac-sur-Loire
L'église Saint-Vincent est un édifice situé à Solignac-sur-Loire, en France.

## Localisation
L'église est située sur le territoire de la commune de Solignac-sur-Loire, sise près du cimetière, auquel l'ancien château fort a dû céder la place, dans le département  de la Haute-Loire, en région Auvergne-Rhône-Alpes.

## Description
Église romane dont la nef est voûtée en berceau brisé et d'un chœur carré. Ce dernier, produit d'une transformation postérieure, date de la fin du XVe siècle, mais fut restauré au XIXe siècle ; il est recouvert d'une voûte d'arêtes et se termine par un mur plat percé d'une fenêtre ogivale. Les arcs-doubleaux du vaisseau retombent sur des colonnes semi-engagées aux chapiteaux sculptés ; des arcs de décharge, percés de baies en plein-cintre, et des contreforts en assurent le contrebutement. Dans le mur sud de la nef, enfeux et bas-reliefs. Abside refaite à la fin du XVe siècle. Le reste de l'extérieur résulte d'une campagne de restauration et de remaniements menés dans la première moitié du XIXe siècle, en particulier la façade occidentale et le clocher-mur, reconstruit en 1834, après avoir été vandalisé pendant la Révolution.

## Historique
L'église est inscrite partiellement au titre des monuments historiques par arrêté du 7 janvier 1926.

## Galerie

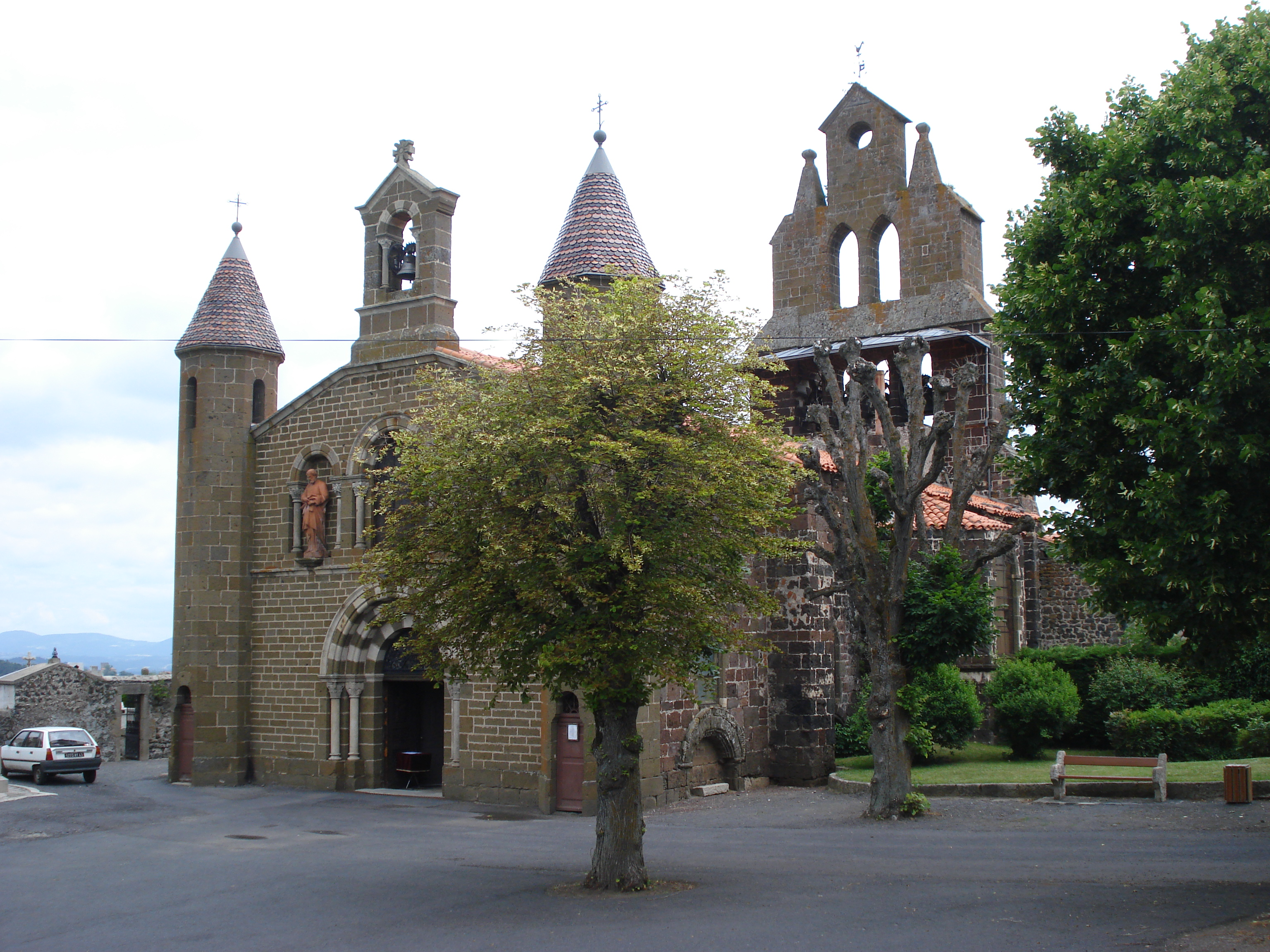
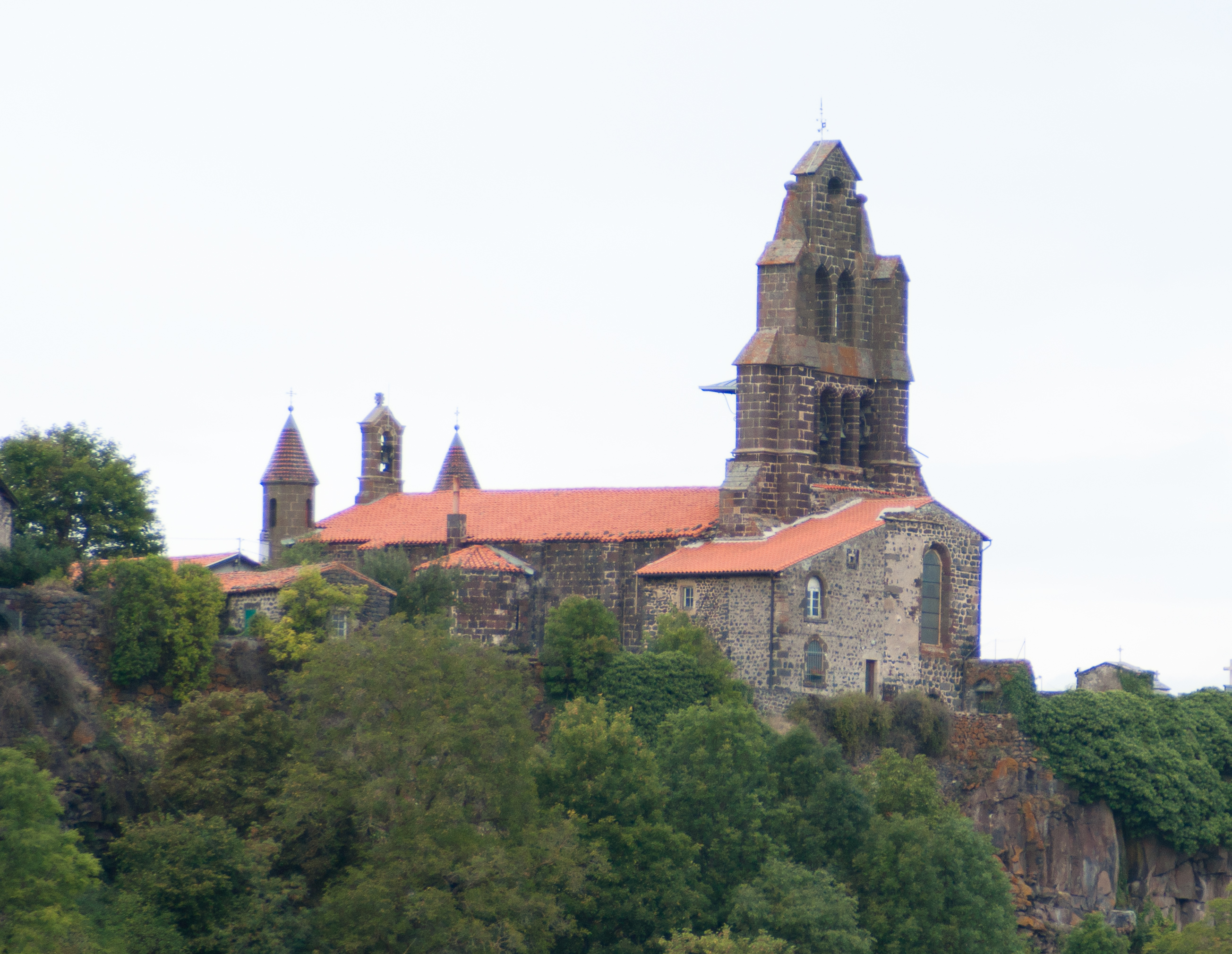
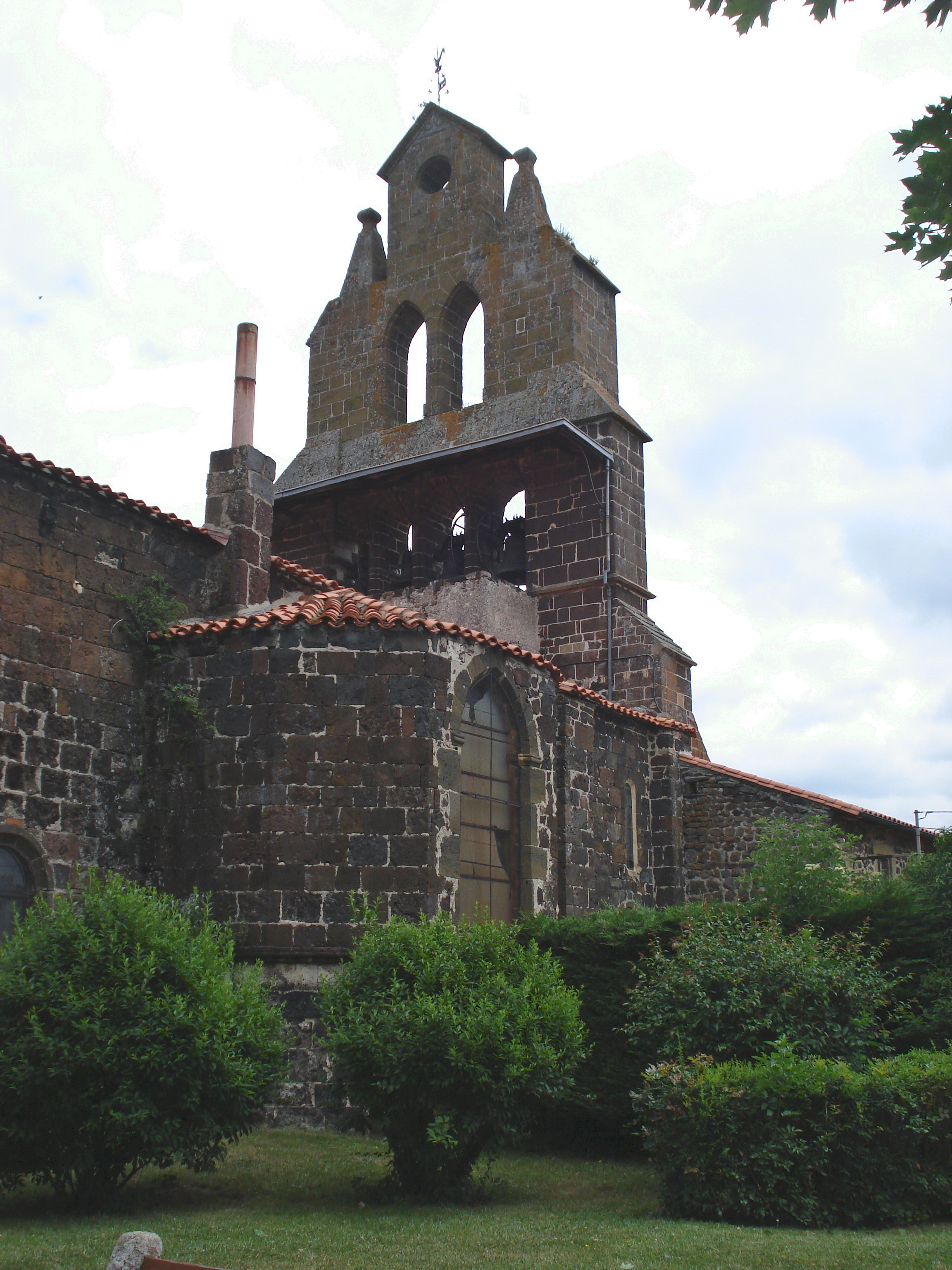
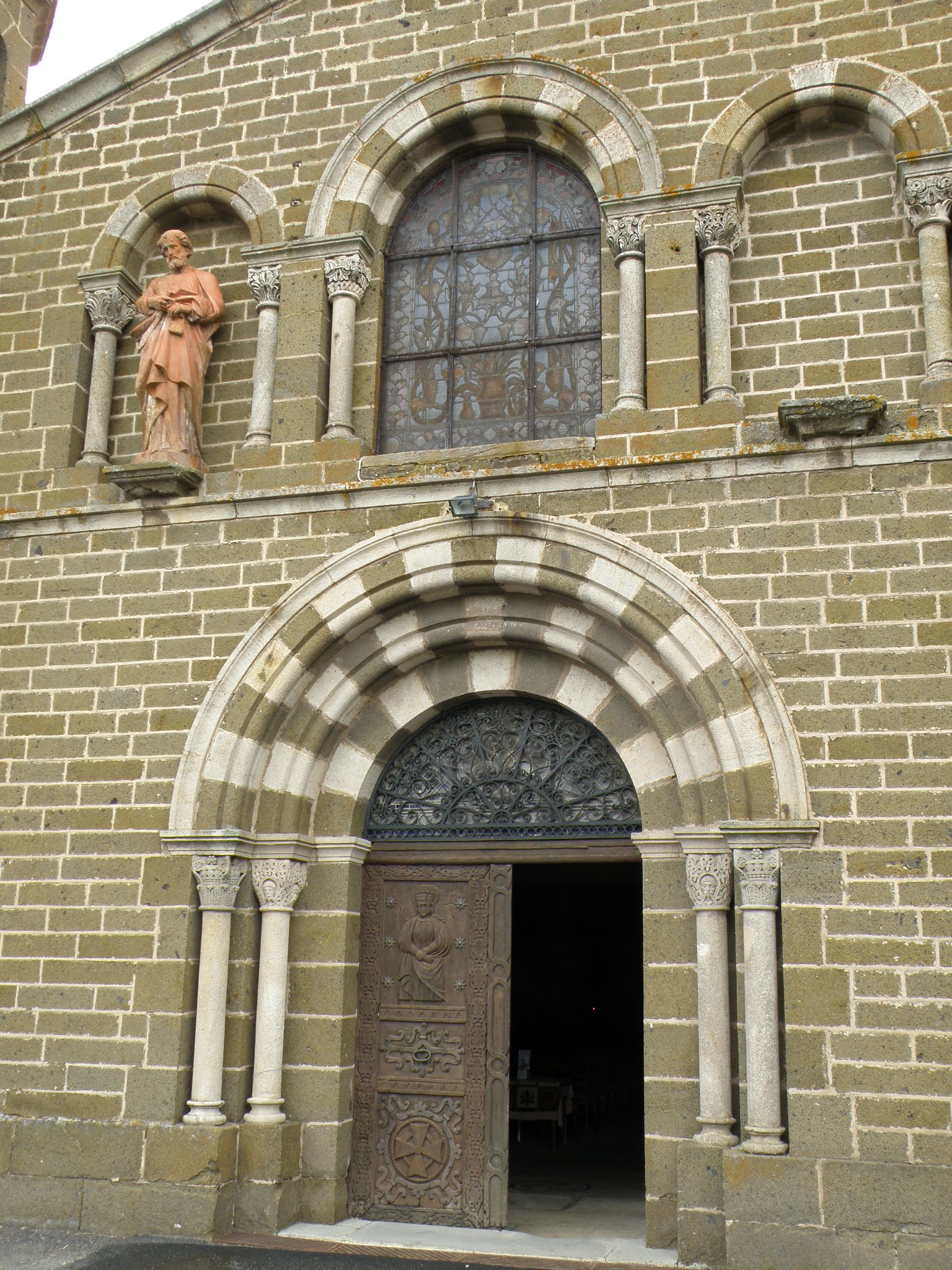
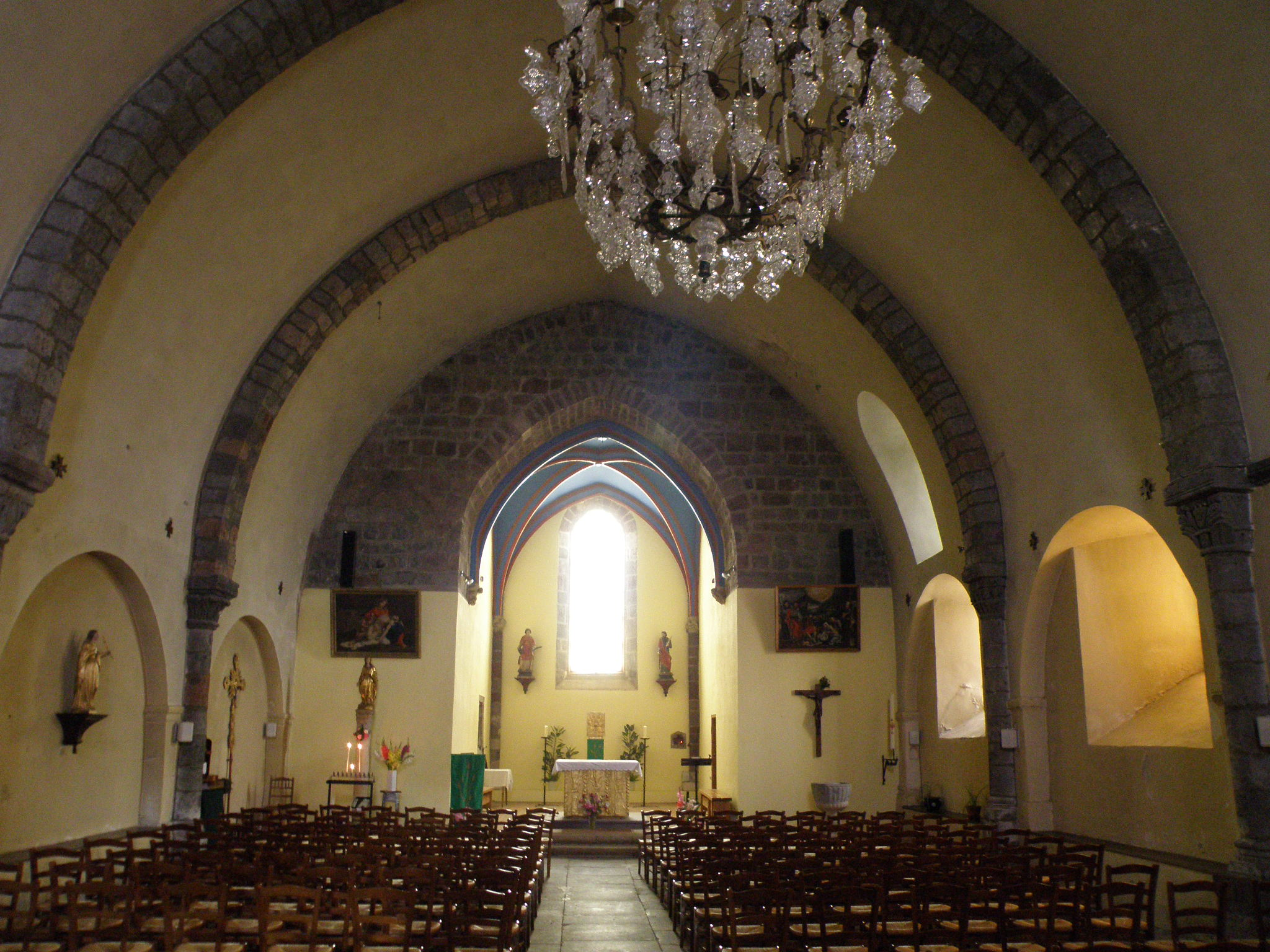
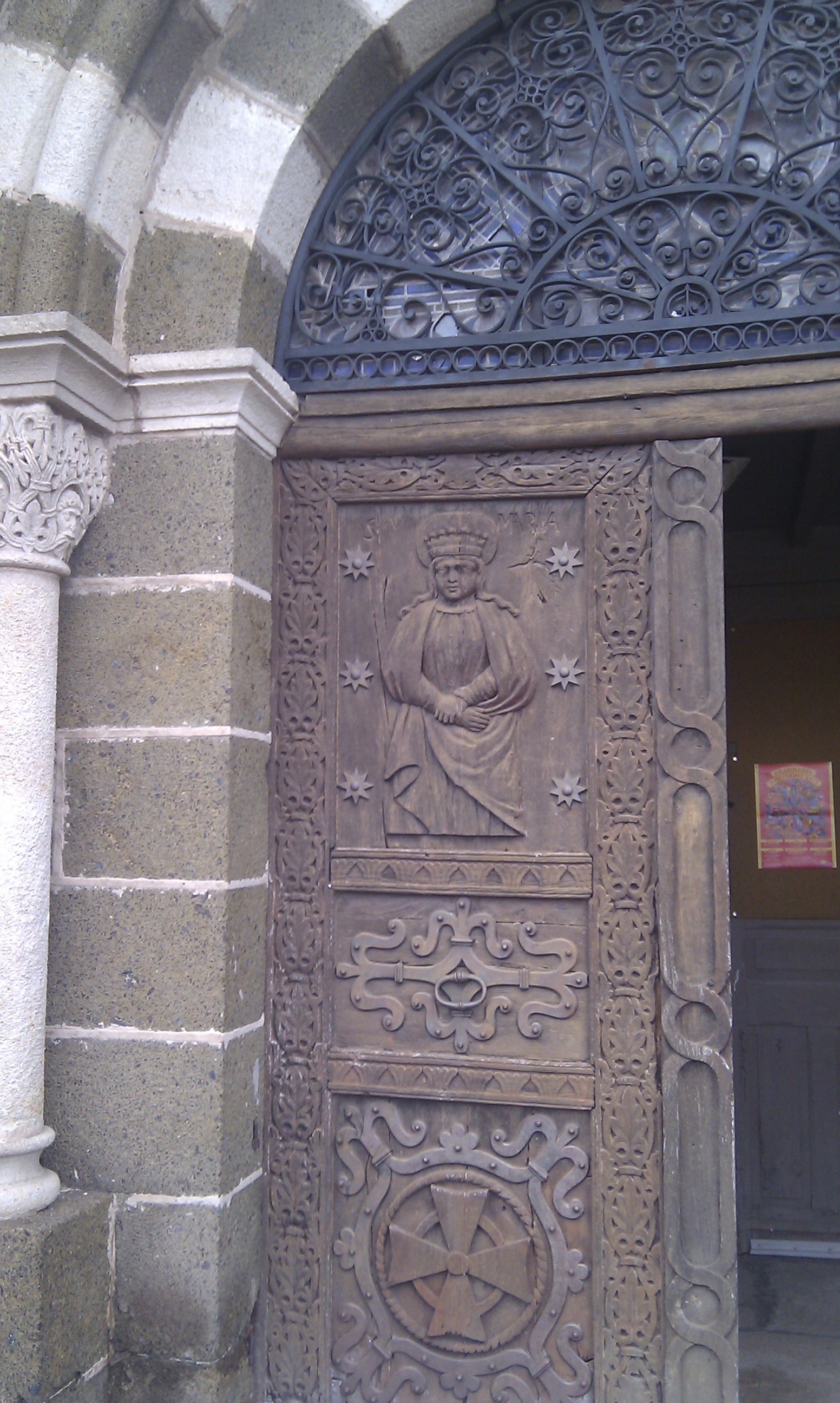
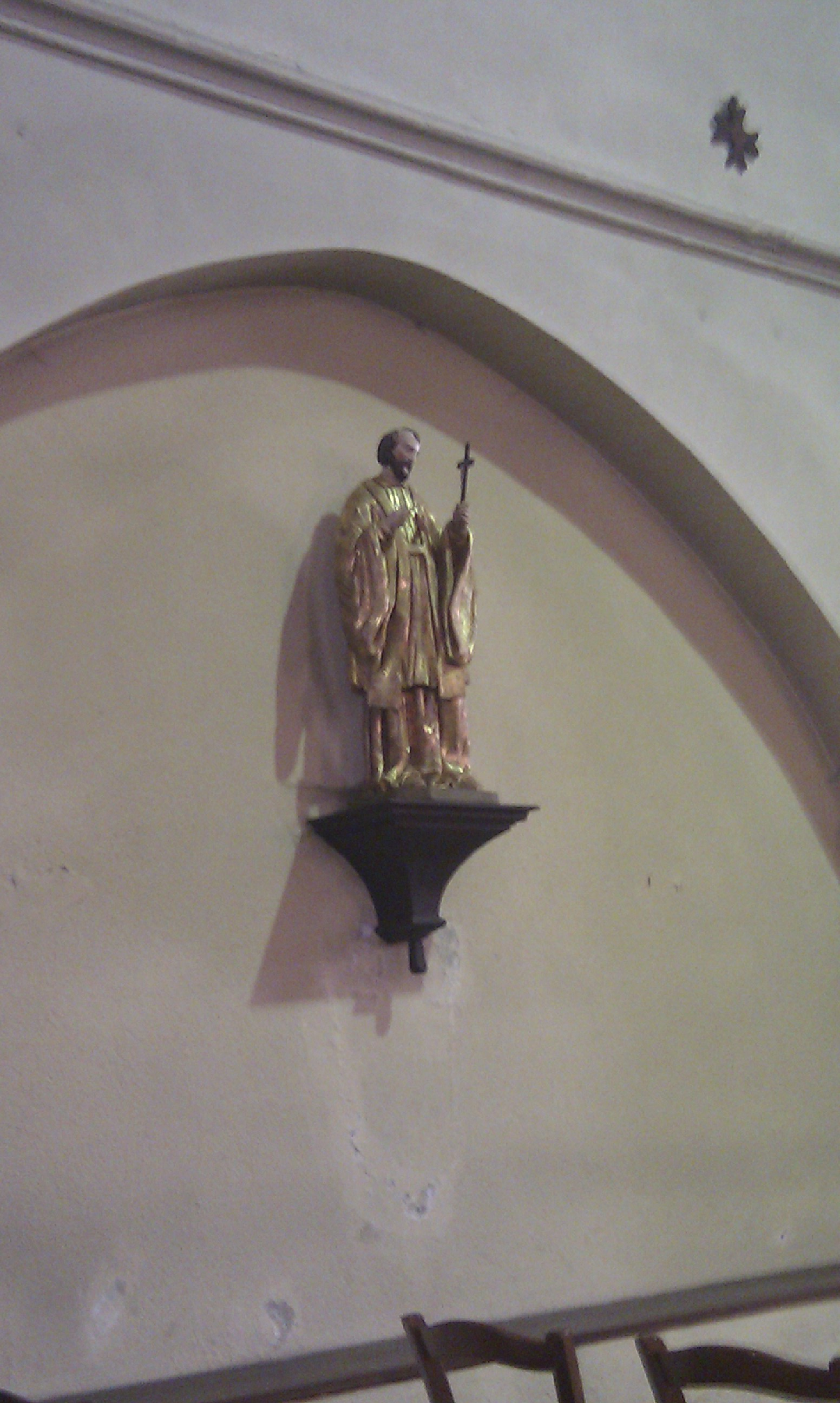
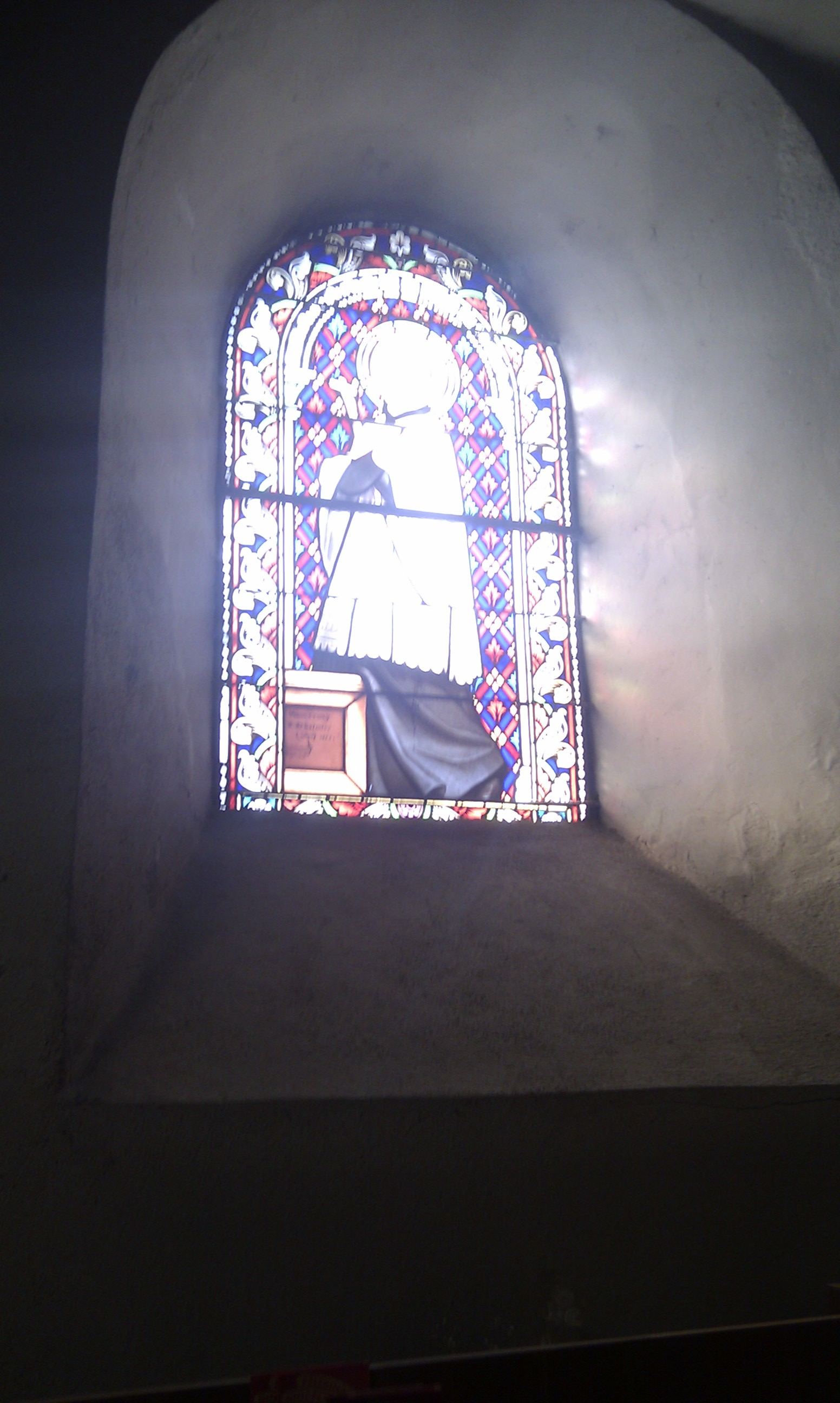